# Friedrich Albert von Zenker
Friedrich Albert von Zenker (født 13. marts 1825 i Dresden, død 13. juni 1898 ved Plau i Mecklenburg) var en tysk patologisk anatom.
Zenker blev 1855 professor i patologisk anatomi i Dresden og 1862 professor i samme fag i Erlangen. Han er den egentlige opdager af trikinforgiftning. Fra 1865 udgav han, sammen med Hugo von Ziemssen, "Deutsches Archiv für klinische Medizin".
Udover den opsigtsvækkende afhandling Über die Trichinenkrankheit des Menschen (i Virchows "Archiv", 1860) publicerede Zenker blandt andet Beiträge zur normalen und pathologischen Anatomie der Lunge (1862), Krankheiten des Cesophagus (i Ziemssens "Handbuch", 1877) samt Über den Cysticercus Racemosus des Gehirns (1882).